# Raketenjagdpanzer 2
De Raketenjagdpanzer 2, afgekort RakJPz2, was een Jagdpanzer van de West-Duitse Bundeswehr. De RakJPz was relatief licht bepantserd en vertrouwde op zijn snelheid en lage profiel.

## Achtergrond
Na de Tweede Wereldoorlog schreef de doctrine van de een "mobiele verdediging" voor, met gebruik van anti-tankeenheden (Panzerjägertruppe). Deze moesten de infanterie ondersteunen bij de verdediging tegen vijandelijke tanks. Hiervoor schafte de Bundeswehr in 1961 de Raketenjagdpanzer 1. Deze werd opgevolgd door de Kanonenjagdpanzer en de Raketenjagdpanzer 2, die van 1967 tot 1968 instroomde en de Raketenjagdpanzer 1 verving. Van de Panzerjäger compagnies van de Panzergrenadier- en Panzerbrigades ontving iedere brigade 8 voertuigen. Daarnaast waren ze ingedeeld bij de gemengde Panzerjägercompagnies van de Panzerjägerbataljons

## Ontwikkeling
De ontwikkeling van de Raketenjagdpanzer 2 begon in 1960. Er werd uitgegaan van de ervaringen van de Duitse Wehrmacht met tankjagers in de Tweede Wereldoorlog. De RakJPz2 had daardoor veel weg van de Duitse tankjagers uit de oorlog, vooral van de Jagdpanzer IV. Dit was echter alleen uiterlijk, doordat het schuingeplaatsten pantser ervan was gekopieerd. Alle andere onderdelen zoals het chassis, het loopwerk, de aandrijflijn en dergelijken nieuw waren.

## Geschiedenis
In september 1959 startte de Duitse Bundeswehr een project om een familie van lichte pantserrupsvoertuigen te ontwikkelen. Het was de bedoeling om een chassis te ontwikkelen dat gebruikt zou worden voor infanteriegevechtsvoertuigen, verkenningsvoertuigen, tankjagers met kanon, tankjagers met raketten, 120 mm mortiervoertuigen, gewondentransport voertuigen, transportvoertuigen, commando- en verbindingsvoertuigen en verschillende soorten luchtverdedigingsvoertuigen zoals Flakpanzers en FlaRakpanzers. Door de eisen van de Panzergrenadiers bleek het echter lastig te realiseren. De ontwikkeling van de Kanonenjagdpanzer en Raketenjagdpanzer 2 werd daarom afzonderlijk voortgezet, terwijl het oorspronkelijke project uiteindelijk in 1971 leidde tot het SPz Marder infanteriegevechtsvoertuig.
Drie bedrijven produceerden tussen 1960-1962 een prototype voor een Kanonenjagdpanzer: Henschel, Ruhrstahl en het Zwitserse Mowag. Henschel en Ruhrstahl (sinds 1957 onderdeel van het Rheinstahl-Hanomag concern) kregen beide opdracht een tussen 1962 en 1965 voorserie Kanonenjagdpanzers te bouwen. 
Het eerste prototype (RU 234) voor de Raketenjagdpanzer 2 werd in 1963 door Hanomag (Ruhrstahl). Deze was afgeleid van de Kanonenjagdpanzer, en maakte gebruik van dezelfde romp, motor en loopwerk. In 1965 produceerden de bedrijven, die inmiddels beide deel uitmaakten van het Rheinstahl-concern, 6 prototypes voor de Raketenjagdpanzer 2. Drie (RU341, RU342 en RU343) werden gebouwd door Hanomag (Ruhrstahl) en drie door Henschel (RU344, RU345 and RU346). Vervolgens werden er 318 exemplaren werden besteld voor de Bundeswehr, die in 1967 en 1968 door Henschel en Ruhrstahl geproduceerd en geleverd werden.

## Inzet
Het voertuig was bedoeld om ingezet te worden om gepantserde doelen te bestrijden op afstanden tussen 1500 en 4000 meter, omdat de kanonnen van andere tanks op die afstanden niet effectief of nauwkeurig genoeg waren.
Het vuurleidingssysteem werkt als volgt. De schutter volgt het doel door zijn periscopische dagvizier, dat aan de voorzijde op het dak is gemonteerd. Tijdens de eerste fase van de vlucht gebruikt hij een vergroting van ×1 om de raket in zijn gezichtsveld te krijgen, daarna schakelt hij over naar een vergroting van ×10 voor de eindgeleiding. De HOT-raket wordt gelanceerd en na 30 tot 50 meter op scherp gezet. De booster versnelt de raket in één seconde tot 240 m/s en deze snelheid wordt vervolgens tijdens de vlucht constant gehouden. Zodra de raket het doel raakt, zakt de lanceer arm verticaal omlaag in het magazijn dat acht HOT-raketten bevat. Vervolgens wordt automatisch een nieuwe raket geladen. Dit duurt enkele seconden en zodra dit is voltooid, kan de cyclus opnieuw beginnen. De gemiddelde vuursnelheid is 3 schoten per minuut. De trefkans tegen een stilstaand doel (2,3 x 2,3 m) of bewegend doel (2,3 x 4,6 m) is 80% op afstanden tot 500 meter en bijna 100% op afstanden tussen 500 en 4.000 meter.

## Constructie
De Raketenjagdpanzer 2 is een rupsvoertuig met een kazemat constructie, voorzien van twee lanceerinstallaties voor SS.11 geleide raketten.
Kenmerken
Uiterlijk lijkt de RakJPz 2 erg op zijn voorganger, de kleinere RakJPz 1. Hij is echter te onderscheiden door zichtbare verschillen:
- RakJPz 1 heeft geen mitrailleurs, terwijl RakJPz 2 een boegmitrailleur heeft en (een pin affuit voor) een dakmitrailleur.
- RakJPz 1 heeft geen rookbussen of (later) 2 installaties met elk 4 bussen op het frontpantser. De RakJPz 2 heeft een installatie met 8 rookbussen op het achterdek.
- De voorste bolderhaken zitten bij de RakJPz 1 op het onderste frontpantser, bij de RakJPz 2 op het bovenste frontpantser.
- Boven op het dak van de RakJPz 1 bevindt zich één korte mast met een richtperiscoop. De RakJPz 2 heeft twee korte masten naast elkaar: één met de richtperiscoop en één met de waarnemingsperiscoop.
- Achter de loopwielen van de RakJPz 1 zijn de spiraalveren duidelijk zichtbaar.
- De rupsband van de RakJPz 1 is een single pin track, met één breed rubberblok (‘trackpad’) per schakel; RakJPz 2 heeft een dual pin track met 2 pads per schakel.
- RakJPz 1 heeft een lange schuin aflopende achterzijde met twee toegangsluiken links, en een grote ronde afdekkap rechts met daaronder een grote uitlaat. RakJPz 2 heeft een kortere aflopende achterzijde met verschillende transportkisten en -beugels.

Romp
De romp van de Raketenjagdpanzer 2 is gemaakt van gelaste schuin geplaatste gewalste platen van pantserstaal. De ‘overgebouwde’ romp heeft een "getrapte" vorm, wat betekent dat het motordek aan de achterzijde van het voertuig lager is dan het bemanningscompartiment aan de voorzijde.
De RakJPz2 was voorzien van NBC beschermingsinstallatie (overdruk).
In de bodem van het bemanningscompartiment was een rond noodluik aangebracht.
De bestuurder bevond zich aan de linkerkant, de commandant aan de rechterkant, elk met hun eigen luik. De schutter zat tussen hen in en de lader zat erachter, rug-aan-rug met de schutter.
De chauffeur had 3 zichtblokken waarvan de middelste verwisseld kon worden voor een nachtzichtapparaat. Hij had een rond stuurwiel, en voor noodgevallen tevens twee stuurhendels die ook dienden als handrem. Boven zijn zitplaats zit een vlak eendelig toegangsluik dat naar links opent.
De commandant had 3 zichtblokken waarvan de middelste verwisseld kon worden voor een nachtzichtapparaat. Boven zijn zitplaats zit een vlak eendelig toegangsluik dat naar rechts opent. Rechts voor het luik van de commandant was een kolomaffuit geplaatst waar de dakmitrailleur op geplaatst kon worden.
De raketten werden geleid door de schutter die tussen de bestuurder en de commandant zat. Hij beschikte over een richtperiscoop die in een mast boven het voertuig uitstak en links daarvan een waarnemingsperiscoop met camera en stereoscopische afstandsmeter in een tweede mast.
Rechtsachter op het voertuig bevond zich een rond luikje waarachter een ‘infanterietelefoon’ (Außenbordsprechstelle) geplaatst was die was aangesloten op het intercomsysteem van het voertuig, zodat iemand van buiten het voertuig met de bemanning in het voertuig kon praten. Veel gevechtstanks, o.a. de Centurion, Leopard 1, Leopard 2, M1 Abrams en daarvan afgeleide voertuigen, hebben ook een infanterietelefoon achter op de romp.
In het voertuigdak waren twee luiken met een lichte bolling aangebracht voor de lanceerinstallaties, één achter het luik van de bestuurder en één achter het luik van de commandant. Deze luiken draaiden naar binnen en achteren weg zodra de lanceerinstallatie omhoog kwam of weer omlaag ging, en sloot direct daarna weer.
Bewapening

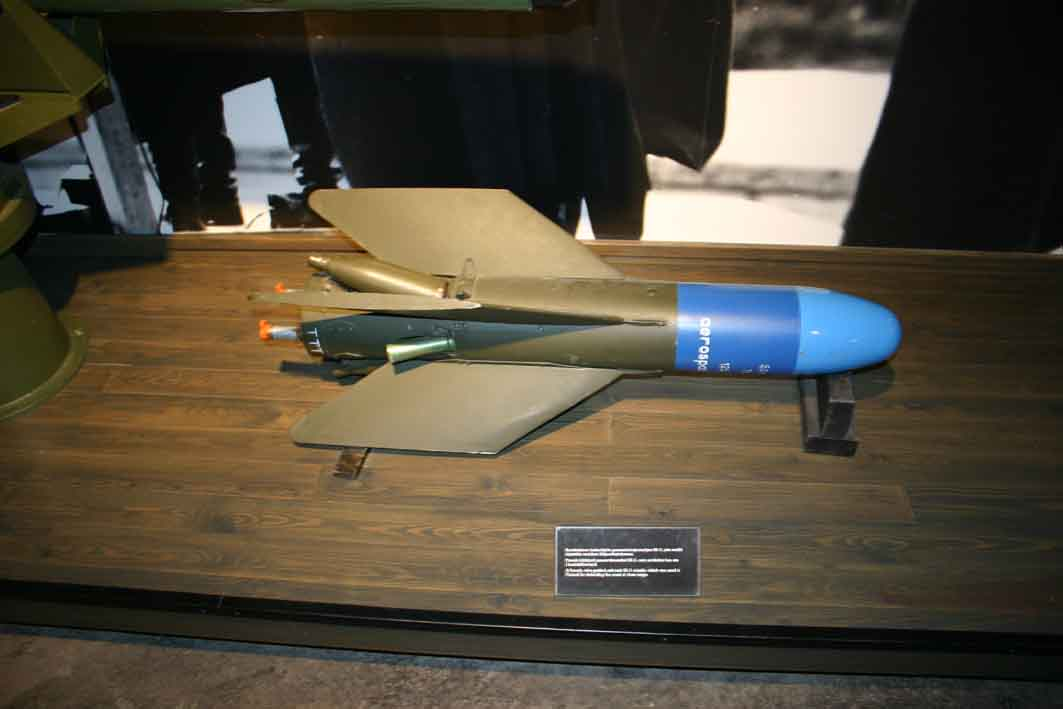
Nord SS.11 raket

De bewapening bestond uit twee lanceersystemen voor de draadgeleide antitankgeleide Nord SS.11 raket. De installaties konden alleen om de beurt gebruikt worden.
De RakJPz2 voerde 14 antitankraketten mee, waarvan er twaalf in speciale rekken, en twee op de lanceerinstallaties achter de bestuurder en commandant. 
De twee lanceerrails kunnen omhoog worden gebracht om de raket met ingevouwen vinnen gevouwen in te kunnen laden.
Er waren te allen tijde twee raketten gereed. Het herlaadproces verliep automatisch en nam slechts enkele seconden in beslag terwijl de raket verticaal werd geladen. De twee lanceerrails konden tot 180 ° worden gedraaid en werden bediend door een enkele operator en lader. De lanceerinstallaties werden omhoog gebracht en ingetrokken door middel van een elektrohydraulisch systeem.
Rechtsvoor in de schuine voorzijde was een boegmitrailleur MG1A1, later MG3A1 in een boldoorvoering/kogelaffuit geplaatst. Als dakmitrailleur een MG1, later MG3. Er waren in totaal 4000 patronen voor de twee 7,62mm-mitrailleurs beschikbaar.
Op het achterdek was een elektrisch bediende rookbuslanceerinrichting met 8 bussen van 76 mm geplaatst.
Motor en transmissie
De 29,9L Daimler-Benz MB 837 Aa-500 vloeistofgekoelde multifuel V8 dieselmotor van 500  pk (368  kW) met Renk transmissie waren achter in het voertuig geplaatst. De 8-cilinder waren per 4 in een hoek van 90° ten opzichte van elkaar geplaatst.
De Renk HSWL 123 halfautomatische handgeschakelde transmissie met 3 versnellingen vooruit en 3 achteruit bestond uit een versnellingsbak met 3 versnellingen en een tussenbak die in ‘vooruit’, ‘achteruit’ of ‘neutraal’ gezet kon worden.
Om bij de motor te komen kon het achterdek hydraulisch geopend worden.
Loopwerk
Het loopwerk is een verbeterd Christie loopwerk, met aan beide kanten vijf dubbele loopwielen, een aandrijfwiel aan de achterzijde van het voertuig, een spanwiel vooraan en drie geleiderollen (ook wel toprollen genoemd). De loopwielen waren voorzien van torsiestaafvering met een bufferveer-aanslagstop. Behalve het middelste hebben alle loopwielen een hydraulische schokdemper.
De rupsband is een 450 mm brede Diehl 828G metalen dual-pin rupsband met open middengeleiders, eindconnectors aan beide zijden en met verwisselbare rubberblokken (trackpads). De rupsband heeft 86 schakels per zijde De rubberen trackpads konden vervangen worden door gietijzeren X-vormige ‘stijgijzers’ (du: Schneegreifer; en: snow grousers) om op sneeuw en ijs te rijden of om de grip te vergroten. Die sneeuwgrijpers werden in de zomertijd in houders aan de zijkant van de romp meegevoerd.
Het voertuig kon 360° wenden in ca 10 seconden

## Inzet
Het voertuig was bedoeld om ingezet te worden vanuit voorbereide posities gepantserde doelen te bestrijden op afstanden tussen 1500m en 4000 m omdat de kanonnen van tanks en Kanonenjagdpanzer op die afstanden niet effectief of nauwkeurig genoeg waren. Het bereik van de antitank geleide raket SS.11 was afhankelijk van de brandtijd van de motor en was 4000 m voor type SS.11 A1 en 3800 m voor type SS.11 B1. Afhankelijk van de afstand tot het doel konden er twee tot maximaal drie geleide raketten per minuut worden afgevuurd.
Kleur
De RakJPz2 waren gespoten in effen legergroen.
Uitrusting
De voertuigen zijn voorzien van normale rijverlichting incl. richtingaanwijzers voor gebruik op de openbare weg onder vredesomstandigheden, en beschikken daarnaast over oorlogs- of verduisteringsverlichting en een afzonderlijk te bedienen kruislicht. Daarnaast zitten er aan voor- en achterzijde twee bevestigingsbeugels voor hijsogen of bolderhaken, en achteraan het voertuig een trekhaak (type rangeerkoppeling).

## Ombouw en uitfasering
316 van de 318 RakJPz2 werden tussen 1978 en 1982 omgebouwd tot Raketenjagdpanzer 3 ‘Jaguar 1’ met het wapensysteem HOT.